# يوديد النيوبيوم الخماسي
يوديد النيوبيوم الخماسي (أو خماسي يوديد النيوبيوم) هو مركب كيميائي لاعضوي صيغته NbI5.

## التحضير
يحضر هذا المركب من التفاعل المباشر بين عنصري النيوبيوم واليود:
{\displaystyle {\ce {2 Nb + 5 I2 -> 2NbI5}}}

## الخواص
يوجد المركب في الشروط القياسية على هيئة صلب بلوري داكن اللون؛ وهو حساس للرطوبة والماء. تتكون بنيته من ثنائي وحدات مع وجود ربيطة جسرية من ذرتي يود بين ذرتي النيوبيوم.